# Lescure-d'Albigeois

Lescure-d'Albigeois este o comună în departamentul Tarn din sudul Franței. În 2009 avea o populație de 4.114 de locuitori.

## Evoluția populației
| An        | 1975  | 1982  | 1990  | 1999  | 2006  | 2009  |
| --------- | ----- | ----- | ----- | ----- | ----- | ----- |
| Populație | 2.810 | 2.840 | 3.229 | 3.660 | 3.933 | 4.114 |